# 금사동토성
금사동토성(金寺洞土城)은 대한민국 전북특별자치도 정읍시 영원면 은선리에 있는 토성이다. 1981년 4월 1일 전북특별자치도의 기념물 제55호로 지정되었다.

## 개요
전라북도 정읍시 영원면 장문리와 은선리의 경계를 이루는 응봉산의 금사동 골짜기를 품고 산을 둘러쌓은 산성으로, 내성과 외성의 2중성으로 되어있다. 성의 주변지역에는 옛 탑과 무덤들이 분포되어 있다.
내성은 동서 양쪽 봉우리를 감싸고 있는데, 그 사이는 길이 427m에 이르는 평평한 대지가 펼쳐져 있다. 북쪽에는 수구(水口)가 3군데에 나있으며, 남쪽에는 중앙에 문터가 남아있고, 성 안에는 건물터와 3곳의 샘터가 있으며, 백제의 것으로 보이는 그릇조각들이 흩어져 있다.
외성은 성의 둘레가 2,365m이며, 동서길이 170m, 남북길이는 620m으로, 남쪽은 산능선을 따라 돌로 쌓았다. 동쪽 가운데에는 수구가 있으며, 수구 서쪽 성 안에는 120m 정도의 평평한 대지가 있다. 북쪽의 골짜기에 문터가 있다.
이중으로 성을 쌓는 방식은 옛 백제지역의 중요한 성터에서 특징적으로 나타나는 형식으로, 이 성이 백제 후기의 5방성(동방 득안성, 남방 구지하성, 서방 도선성, 북방 웅진성, 중방 고사성) 가운데 중방 고사성 터로 추정된다.

## 참고 자료
- 금사동토성 - 국가유산청 국가유산포털